# Het Bolwerk (museum)

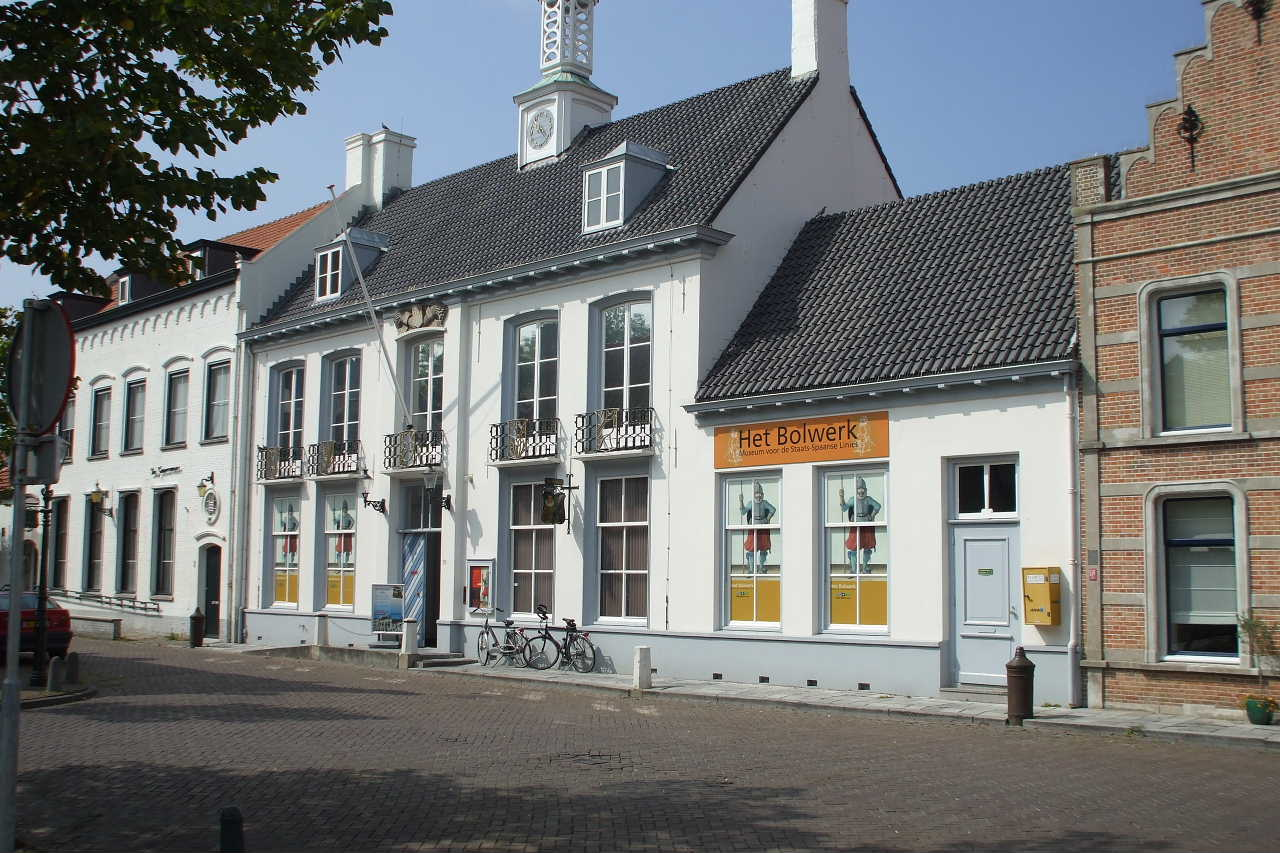
Het Bolwerk, museum voor de Staats Spaanse Linies

Het Bolwerk is de naam van een museum, dat is gevestigd aan Markt 28 in de Zeeuwse stad IJzendijke, en dat betrekking heeft op de Staats-Spaanse Linies.
Ook de militaire geschiedenis vóór en ná de Tachtigjarige Oorlog en de daaropvolgende Spaanse Successieoorlog en Oostenrijkse Successieoorlog wordt verduidelijkt aan de hand van voorwerpen, kaarten, tekeningen en maquettes. Vanuit het museum kan een met audio begeleide rondwandeling door het stadje IJzendijke en de daar aanwezige vestingwerken worden gemaakt.
In het museum worden ook wisselende tentoonstellingen ingericht (bijvoorbeeld over Simon Stevin en Alexander Farnese in 2021).

## Afbeeldingen

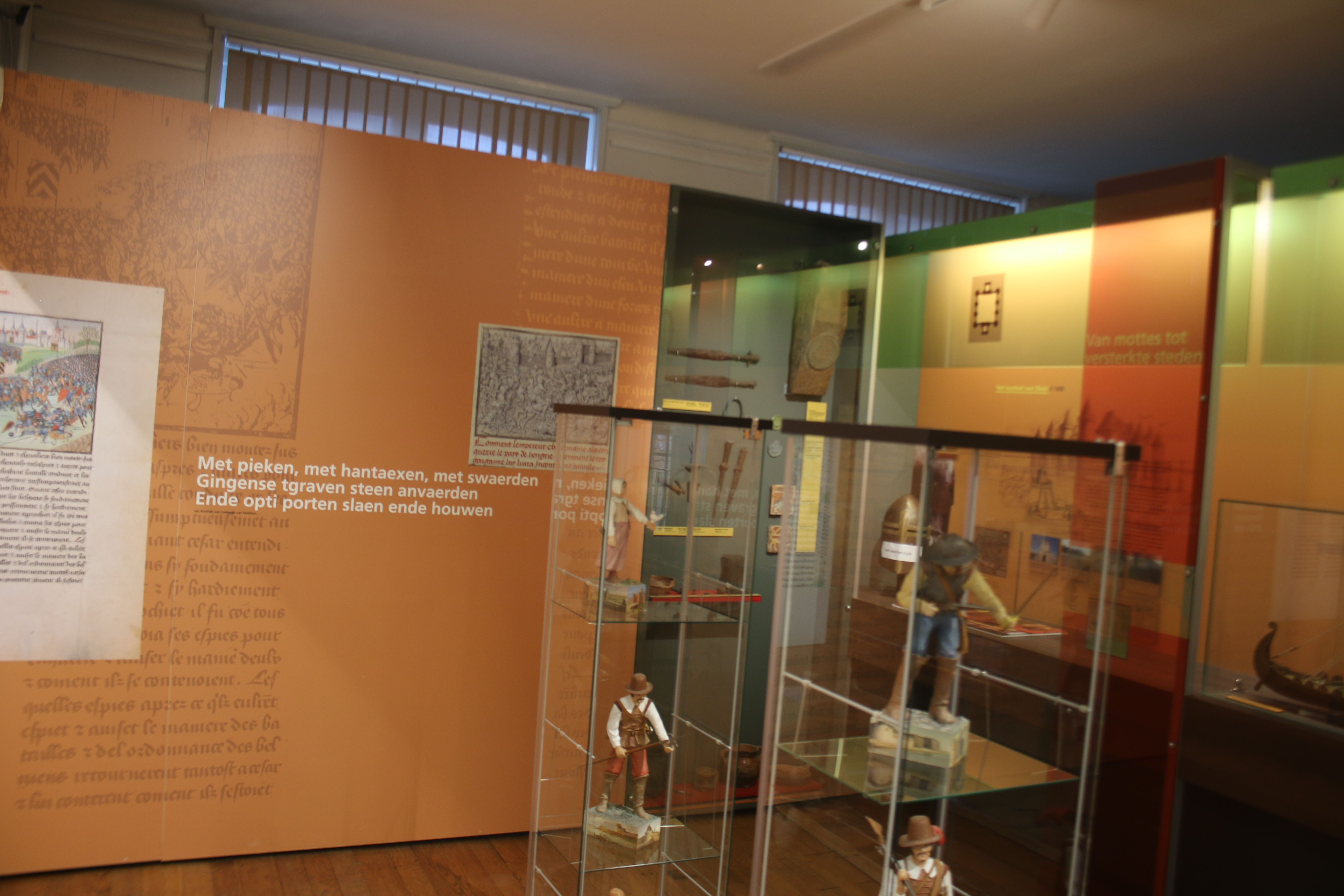
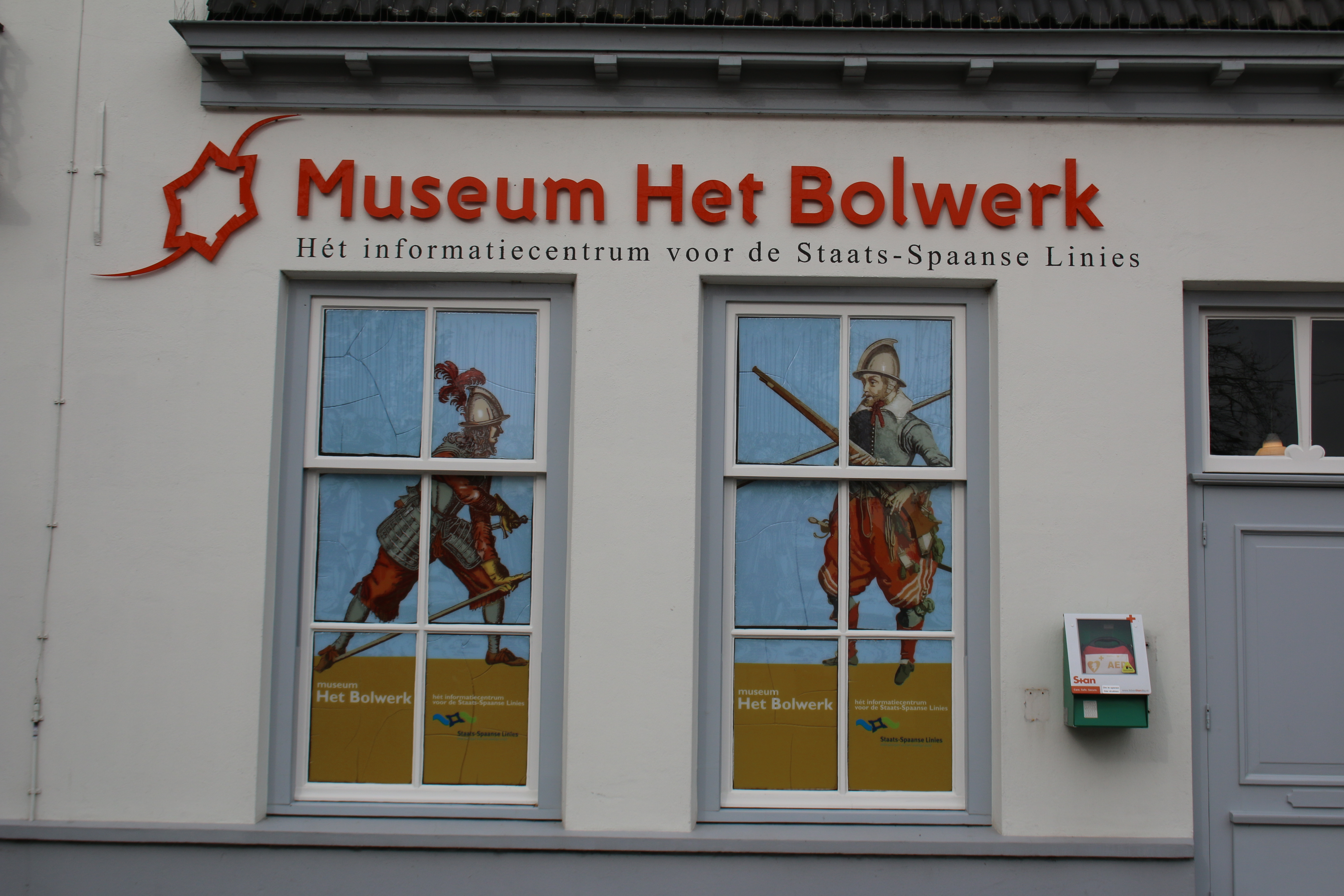
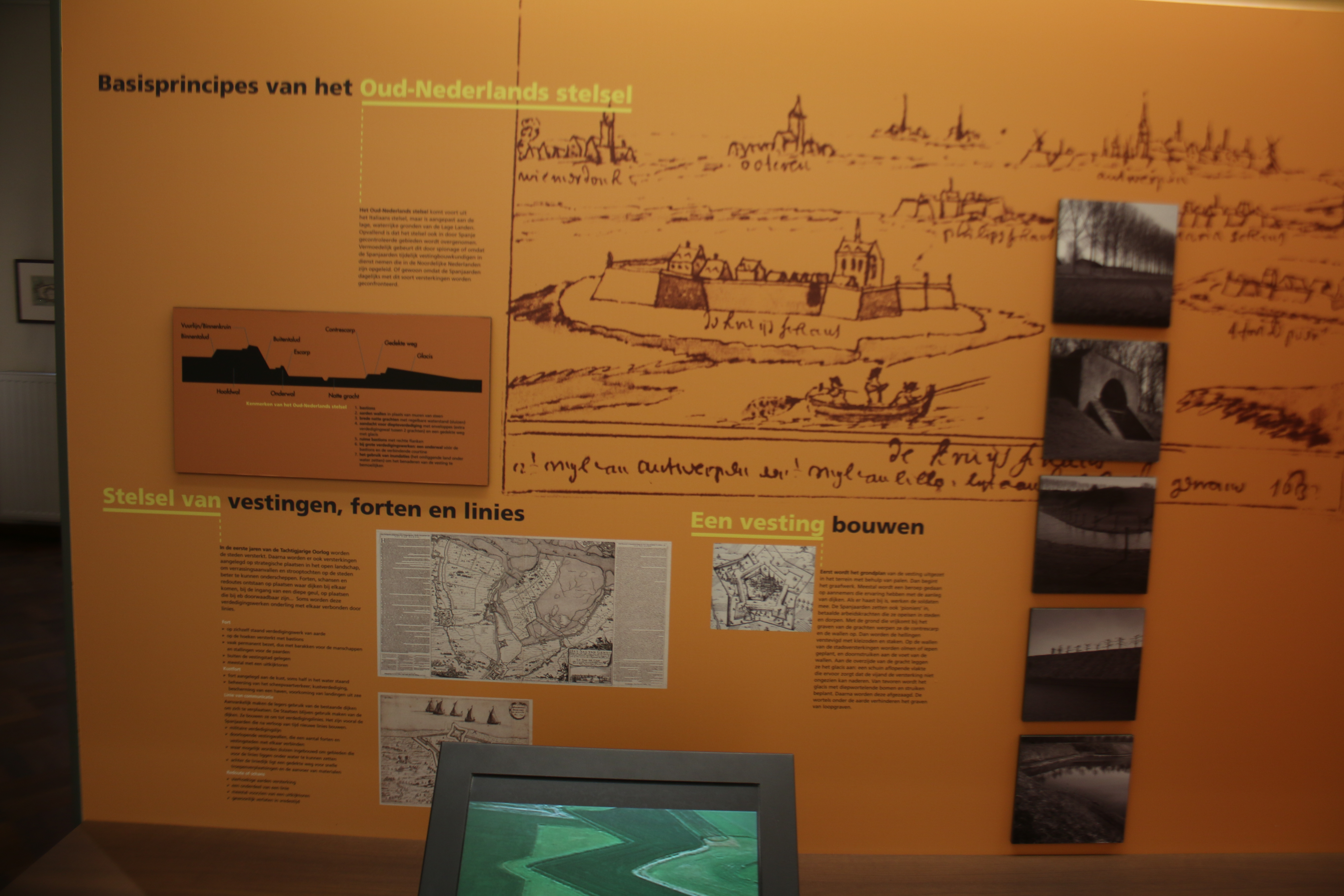